# Вількабамба

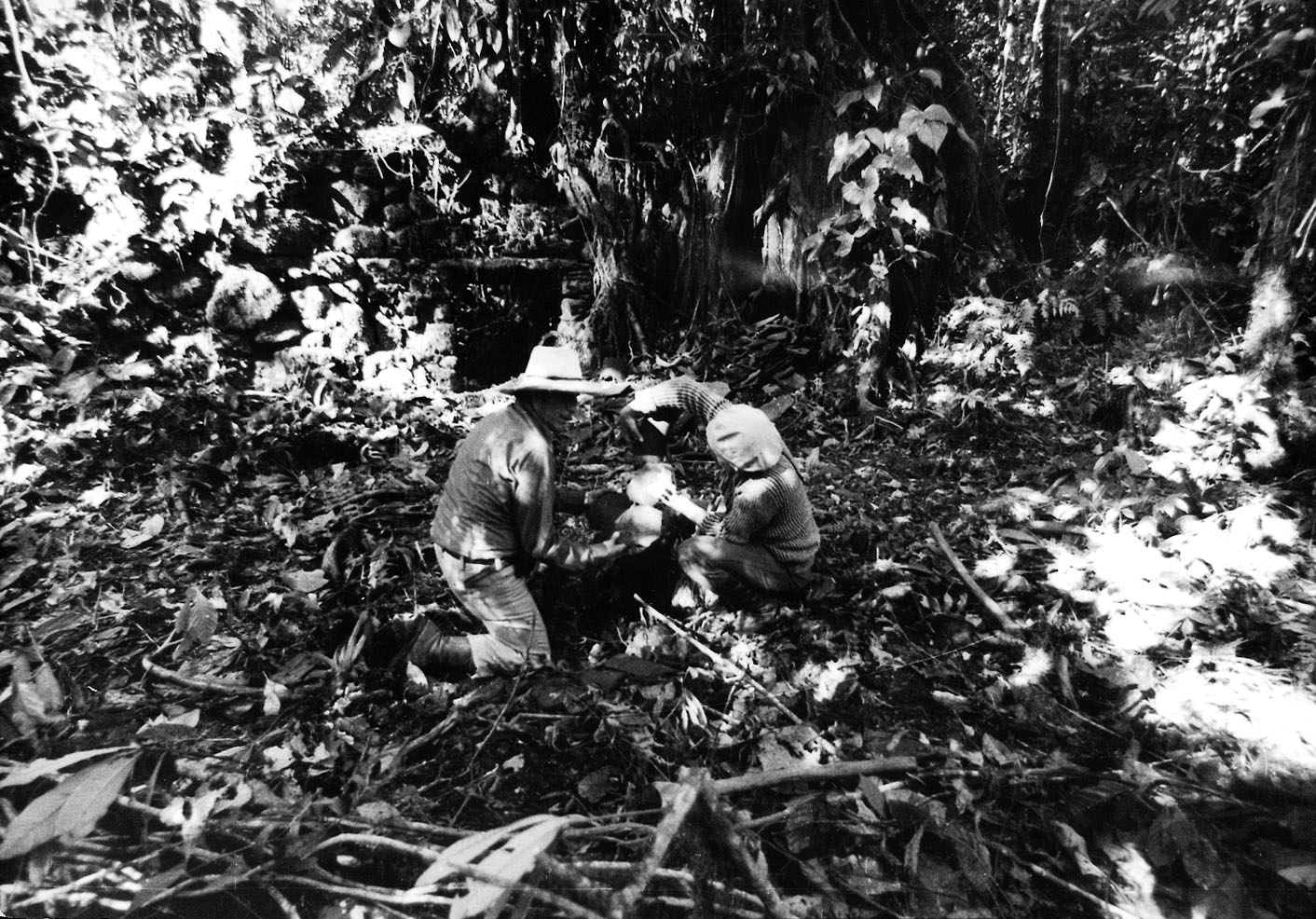
Руїни Вількабамби в 1976 р.

Вількабамба (ісп. Vilcabamba, айм. Willkapampa, кеч. Willkapampa, або Еспіриту Пампа (ісп. Espíritu Pampa)) — інкське місто, останній притулок (з 1536 р.) правителя Інкської імперії Манко Інки Юпанкі після вторгнення конкістадорів.

## Історія
Місцевість, що іменована в хроніках «Вількабамба», була на території сучасної провінції Куско в Перу. Регіон, покритий пишною рослинністю, виглядав для Сапа Інки зручним притулком, де він сподівався перечекати якийсь час і повторно зібрати сили проти завойовників. Манко Інка Юпанки відступив сюди, зазнавши поразки в боротьбі з іспанцями. 1539 року у Вількабамбі було засновано місто з тією ж назвою, створено новий імператорський двір і відтворено систему управління, що існувала в Куско до навали іспанців.
У Вількабамбі послідовно правили Сапа Інки Манко Інка Юпанкі (1533/39 — 1545), Сайрі Тупак (1545/57 — 1560), Тіто Кусі Юпанкі (1560—1571) і Тупак Амару I (1571—1572).
У той час, протягом декількох десятиліть на території колишньої інкської держави, підконтрольної іспанцям, тривала громадянська війна за участю різних загонів.
1572 року іспанці організували експедицію проти інки Тупак Амару I. Хроніст та видатний мандрівник Сарм'єнто де Гамбоа взяв у ній участь як молодший лейтенант та секретар експедиції. Іспанців, під командуванням Мартін Уртадо де Арбьето, зібралося 250 солдатів, добре озброєних і на конях, з багатьма надійними ветеранами, а крім того — дві тисячі індіанців під керівництвом двох дружніх касиків. Всі вони рушили з Куско до Вількабамби в середині квітня 1572 року.
Після серйозного зіткнення між індійцями та іспанцями, останні врешті здобули перемогу та захопили Великого інку Тупак Амару і всіх його полководців. 24 вересня 1572 року їх повісили на площі в Куско, а сам Інка був обезголовлений. Сарм'єнто та Хуан де Бетансос, з яким у нього були дружні відносини, були присутні при страті інків, які відстоювали свою незалежність.
Деякі археологи ототожнюють Вількабамбу не з описаним вище городищем, а з містом Чокекірао в Перу.